# Luciana
Luciana es un municipio y localidad española de la provincia de Ciudad Real, en la comunidad autónoma de Castilla-La Mancha. El término municipal tiene una población de 360 habitantes (INE 2024).

## Geografía
Integrado en la comarca de Montes, se sitúa a unos 40 km de la capital provincial. El término municipal está atravesado por la carretera nacional N-430, entre los pK 249 y 269, y por una carretera local que conecta con Abenójar y Los Pozuelos de Calatrava. La localidad, ubicada a unos 541 m sobre el nivel del mar, se encuentra situada junto a la confluencia de los ríos Bullaque y Guadiana, que atraviesa de este a oeste el municipio.La desembocadura del río Tirteafuera en el Guadiana también se encuentra dentro del término municipal.
El relieve del municipio está definido por la vega del río Guadiana, y por algunas sierras ribereñas: de los Canalizos (922 metros) y Valpérez (867 m) al este; del Campillo (834 m), de Villarreal (811 m) y del Águila (835 m) al sur. La altitud oscila entre los 922 m al noreste (Horca de Vaca) y los 500 m a orillas del Guadiana.
Limita con los municipios de Puebla de Don Rodrigo, Piedrabuena, Saceruela, Los Pozuelos de Calatrava y Abenójar.

## Historia
A fines del siglo XVIII e inicios del XIX, en varios documentos españoles se aplica también el nombre de Luciana a la extensísima Luisiana española.
A mediados del siglo XIX, el lugar contaba con una población censada de 195 habitantes. La localidad aparece descrita en el décimo volumen del Diccionario geográfico-estadístico-histórico de España y sus posesiones de Ultramar de Pascual Madoz de la siguiente manera:

LUCIANA: v. con ayunt. en la prov. de Ciudad Real (6 leg.), part. jud. de Piedrabuena (2), aud. terr. de Albacete (30), dióc. de Toledo (20), c. g. de Castilla la Nueva (Madrid). sit. sobre una loma con esposicion al S., en la confluencia de los r. Bullaque y Guadiana; es de clima poco sano, reinan los vientos E. y S. y se padecen tercianas. Tiene 34 casas en pie y 40 quemadas, en cuyo estado quedó también la de ayunt., en virtud del incendio que todas sufrieron por las partidas carlistas en 1835; pero esta se ha reedificado en 1845, y la misma sirve de cárcel: hay escuela de primeras letras, dotada con 600 rs. de los fondos públicos, á la que asisten 12 niños de ambos sexos, é igl. parr. dedicada á Santa Maria Egipciaca, aneja á la de Abenojar (2 leg.), servida por un teniente: se surte de aguas potables en una mala fuente dentro del pueblo, y 20 de buenas aguas en varios puntos del térm. Confina este por N. con Arroba; E. Piedrabuena; S. Abenojar, y O. Puebla de Don Rodrigo y Saceruela, cuyos pueblos distan de 2 á 5 leg. y comprende en tan dilatada estension las cinco deh. llamadas Chiquero, Carnicera, Retamosa, Rincon y el Campillo, con famoso arbolado por todas partes, alto y bajo y poca tierra de labor: la primera deh. es un desp. con el nombre de Morillas del Chiquero, en el que se hallan lápidas, escombros y sepulcros, hay ademas 2 ermitas destruidas, una el S. en el sitio de Valverde, sin nombre propio, y otra al O. con el de San Andrés: al fin le bañan los r. Bullaque y Guadiana; sobre el primero hay un magnifico puente de 12 ojos á las inmediaciones de la villa: el terreno es montuoso y áspero: los caminos vecinales y en mal estado: el correo se recibe en Ciudad-Real por un encargado 2 veces á la semana. prod.: trigo, cebada, centeno, patatas y algunos pimientos y tomates; se mantiene ganado vacuno y cabrío, destinándose el primero para la labranza, y se cria abundante caza y pesca de todas clases. pobl.: 39 vec. y 195 almas, cap. imp.: 87,700 rs. contr.: por todos conceptos con inclusion de culto y clero 4,675 rs. 11 mrs. presupuesto municipal 3,000 rs., del que se pagan 500 al secretario por su dotacion y se cubre con repartimiento vecinal.
(Madoz, 1847, p. 419)

## Demografía
Luciana cuenta con una población de 360 habitantes (INE 2024).
| Gráfica de evolución demográfica de Luciana entre 1842 y 2021                                                       |
| |
| Población de derecho según los censos de población del INE Población de hecho según los censos de población del INE |